# Togo aux Jeux olympiques d'été de 1988
 (avril 2025).
La mise en forme du texte ne suit pas les recommandations de Wikipédia : il faut le « wikifier ».
Les points d'amélioration suivants sont les cas les plus fréquents. Le détail des points à revoir est peut-être précisé sur la page de discussion.
- Les titres sont pré-formatés par le logiciel. Ils ne sont ni en capitales, ni en gras.
- Le texte ne doit pas être écrit en capitales (les noms de famille non plus), ni en gras, ni en italique, ni en « petit »…
- Le gras n'est utilisé que pour surligner le titre de l'article dans l'introduction, une seule fois.
- L'italique est rarement utilisé : mots en langue étrangère, titres d'œuvres, noms de bateaux, etc.
- Les citations ne sont pas en italique mais en corps de texte normal. Elles sont entourées par des guillemets français : « et ».
- Les listes à puces sont à éviter, des paragraphes rédigés étant largement préférés. Les tableaux sont à réserver à la présentation de données structurées (résultats, etc.).
- Les appels de note de bas de page (petits chiffres en exposant, introduits par l'outil «  Source ») sont à placer entre la fin de phrase et le point final[comme ça].
- Les liens internes (vers d'autres articles de Wikipédia) sont à choisir avec parcimonie. Créez des liens vers des articles approfondissant le sujet. Les termes génériques sans rapport avec le sujet sont à éviter, ainsi que les répétitions de liens vers un même terme.
- Les liens externes sont à placer uniquement dans une section « Liens externes », à la fin de l'article. Ces liens sont à choisir avec parcimonie suivant les règles définies. Si un lien sert de source à l'article, son insertion dans le texte est à faire par les notes de bas de page.
- La présentation des références doit suivre les conventions bibliographiques. Il est recommandé d'utiliser les modèles {{Ouvrage}}, {{Chapitre}}, {{Article}}, {{Lien web}} et/ou {{Bibliographie}}. Le mode d'édition visuel peut mettre en forme automatiquement les références.
- Insérer une infobox (cadre d'informations à droite) n'est pas obligatoire pour parachever la mise en page.

Pour une aide détaillée, merci de consulter Aide:Wikification.
Si vous pensez que ces points ont été résolus, vous pouvez retirer ce bandeau et améliorer la mise en forme d'un autre article.
Le Togo a participé aux Jeux olympiques d'été de 1988 à Séoul,en Corée du Sud.

## Concurrents
Voici la liste du nombre de concurrents aux Jeux. 
| Sport      | Hommes | Femmes | Total |
| ---------- | ------ | ------ | ----- |
| Athlétisme | 3      | 0      | 3     |
| Boxe       | 3      | –      | 3     |
| Total      | 6      | 0      | 6     |

## Athlétisme
Hommes
Événements sur piste et sur route
| Athlète           | Événement | Tour préliminaire | Tour préliminaire | Quarts de finales | Quarts de finales | Demi-finales | Demi-finales | Finale   | Finale  |
| Athlète           | Événement | Résultat          | Rang              | Résultat          | Rang              | Résultat     | Rang         | Résultat | Rang    |
| ----------------- | --------- | ----------------- | ----------------- | ----------------- | ----------------- | ------------ | ------------ | -------- | ------- |
| Akossi Gnalo (en) | 400 m     | 51,46             | 6                 | Éliminé           | Éliminé           | Éliminé      | Éliminé      | Éliminé  | Éliminé |
| Boevi Lawson (en) | 100 m     | 10.59             | 5                 | Éliminé           | Éliminé           | Éliminé      | Éliminé      | Éliminé  | Éliminé |

Événements sur le terrain
| Athlète       | Événement   | Qualification | Qualification | Finale   | Finale   |
| Athlète       | Événement   | Distance      | Position      | Distance | Position |
| ------------- | ----------- | ------------- | ------------- | -------- | -------- |
| Toyi Simklina | Triple saut | 13,92         | 41            | Éliminé  | Éliminé  |

## Boxe
Hommes
| Ayewoubo Akomatsri (en) | Poids coq          | Non disputé        | Shahuraj Birajdor L 0-5    | Éliminé                | Éliminé | Éliminé | Éliminé | Éliminé | Éliminé |         |
| Anoumou Aguiar (en)     | Poids welter léger | Jonas Bade W DSQ-2 | Anthony Mwamba L RSC-1     | Éliminé                | Éliminé | Éliminé | Éliminé | Éliminé | Éliminé |         |
| Abdoukerim Hamidou (en) | Poids welter       | Non disputé        | Francisc Vaştag ' W 'DSQ-3 | Khristo Furnigov L 0-5 | Éliminé | Éliminé | Éliminé | Éliminé | Éliminé | Éliminé |